# ليزلي ريتشاردسون
ليزلي ريتشاردسون (بالإنجليزية: Leslie Richardson)‏ (5 سبتمبر 1911 في أستراليا - 1 نوفمبر 1981 في أستراليا) هو لاعب كريكت أسترالي. لعب مع فريق تسمانيا للكريكت.

## وصلات خارجية
- ليزلي ريتشاردسون على موقع إي آس بي آن كريك إنفو (الإنجليزية)